# Kreuzkirche Seifhennersdorf

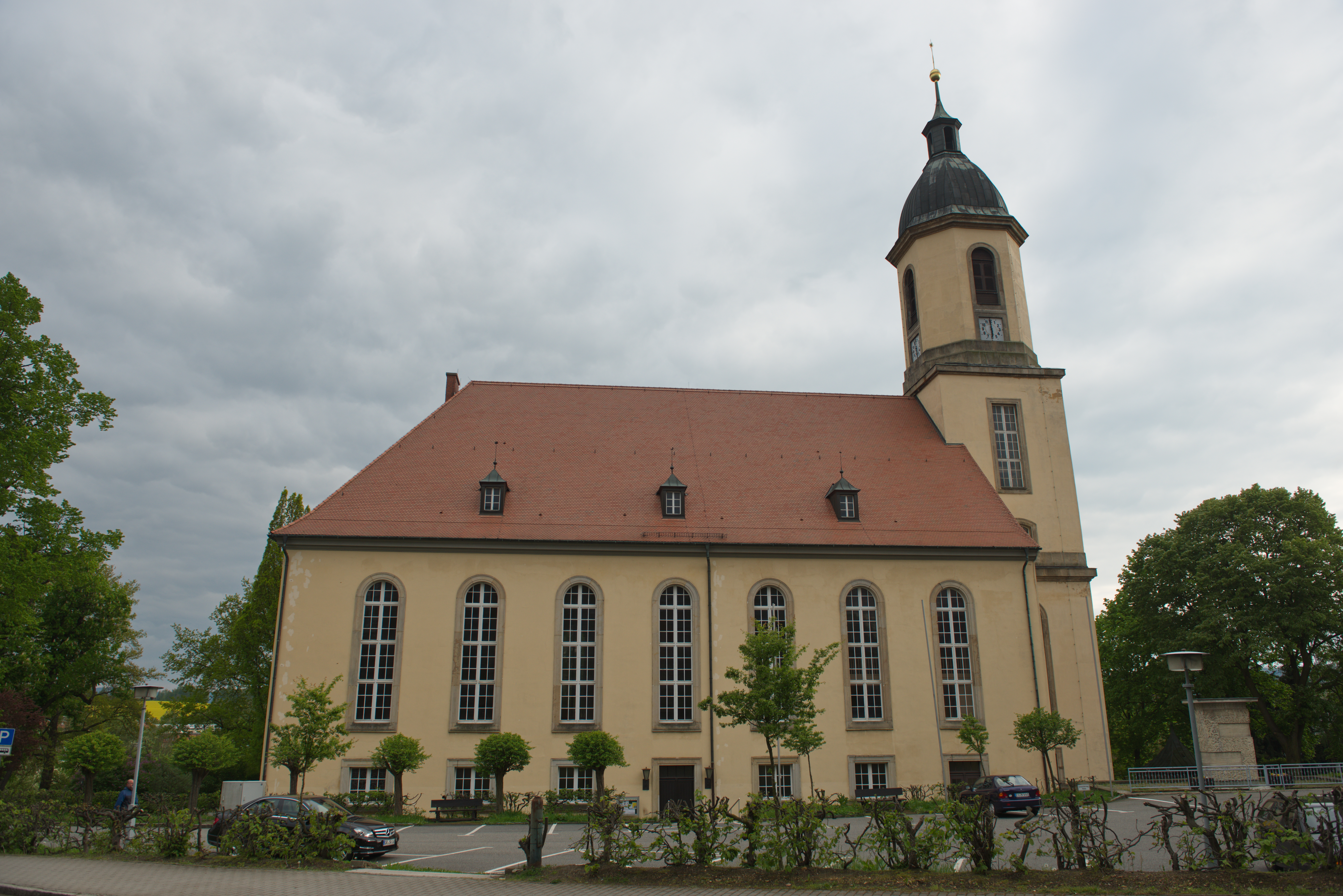
Kreuzkirche am Rathausplatz im Mai 2014

Die Kreuzkirche Seifhennersdorf ist die evangelische Kirche der Stadt Seifhennersdorf. Sie ist der Sitz der evangelisch-lutherischen Kirchgemeinde „Am Großen Stein“, welcher auch die Kirchen der Orte Leutersdorf und Spitzkunnersdorf angehören. Sie wurde Ende des 18. Jahrhunderts als klassizistische Saalkirche erbaut und am 11. November 1798 geweiht. Sie gehört zu den Kulturdenkmalen der Stadt Seifhennersdorf.

## Geschichte
Nachdem Seifhennersdorf nach etwa 1250 als Waldhufendorf angelegt wurde, gab es bereits 1357 eine Kirche in Seifhennersdorf; somit war diese die älteste Dorfkirche des Dekanates Zittau. Gegen Ende des 18. Jahrhunderts wurde die alte Kirche von Seifhennersdorf, wie in vielen Dörfern der Oberlausitz, zu klein für die stetig steigende Anzahl an Kirchenmitgliedern. Ein Neubau wurde vor allem nötig, da die alte Kirche sehr baufällig war. 1776 entschied sich die Kirchgemeinde Seifhennersdorf für einen größeren Neubau auf dem Baugrund der Kirche, sodass am 5. Juli desselben Jahres die Grundsteinlegung begann. Ein Jahr später konnte die alte Kirche abgerissen werden und der Bau konnte auch auf diesem Grund beginnen.

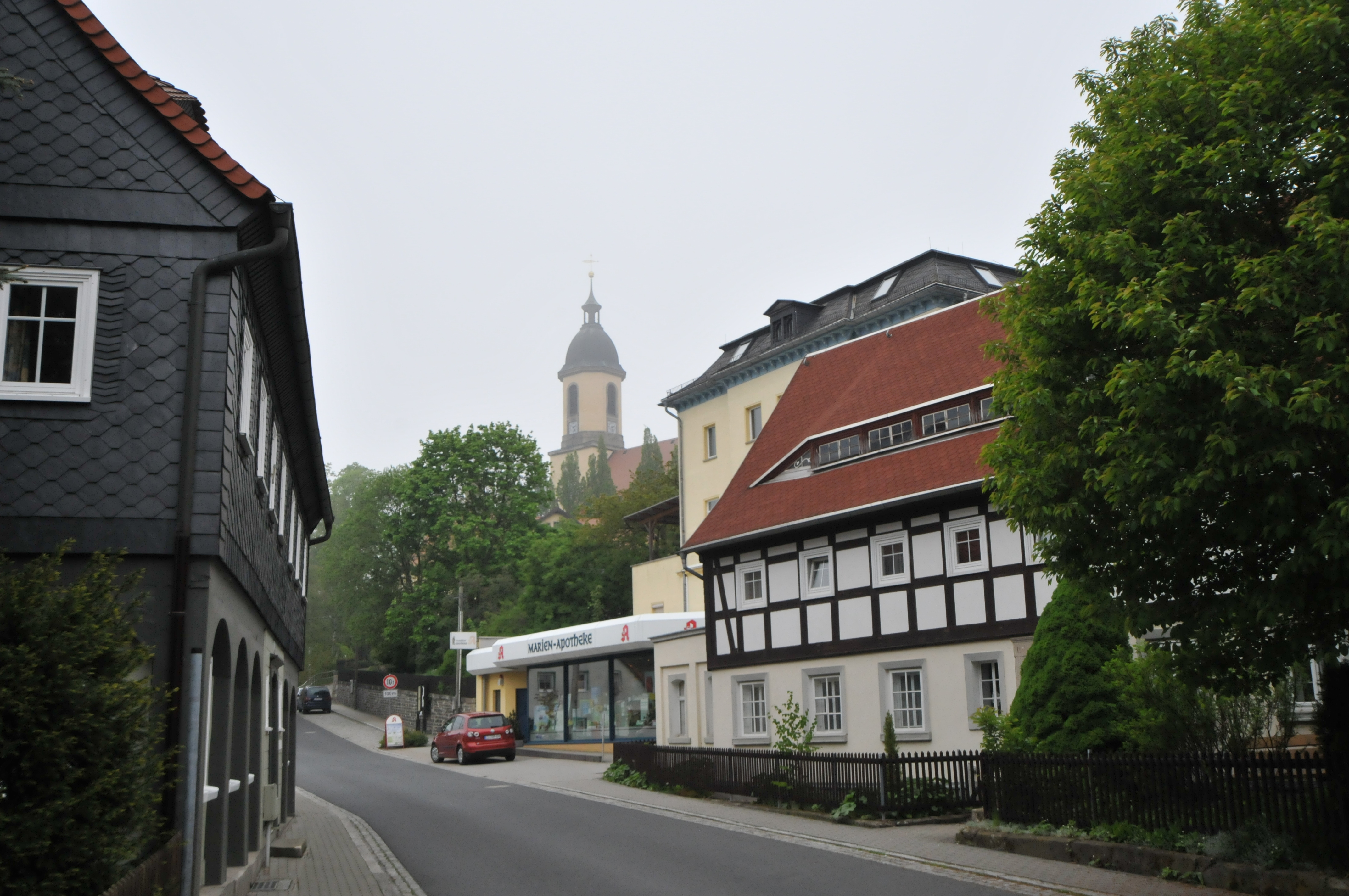
Kreuzkirche von der Rumburger Straße aus gesehen

Die Pläne für den Neubau lieferte, wie auch bei der Kirche Oberoderwitz der Zittauer Architekt und Ratsbaudirektor Carl Christian Eschke. Er plante eine klassizistische Saalkirche, welche 2450 Menschen einen Sitzplatz bot. Die Weihe der Kirche wurde am 11. November 1798 gefeiert. Mit dem Aufsetzen des Turmkopfes auf den 57 Meter hohen Turm konnte der Bau am 13. Oktober 1800 beendet werden.
Nachdem 1925 an der Kirche ein neues Rathaus errichtet worden war, brannte in der Nacht vom 22. zum 23. März 1935 der Innenraum der Kirche aus; als Ursache wurde höchstwahrscheinlich Brandstiftung festgestellt. Die heutige Ausstattung der Kirche stammt aus dem Jahr 1936 von dem Zittauer Architekten Richard Schiffner; seitdem bietet die Kirche nur noch 1600 Sitzplätze. Zwei Bleiglasfenster stammen von Hans Kelch, zwei weitere wurden 1978 vom Schweizer Willy Fries gefertigt. Auch die Orgel stammt aus 1936 vom Orgelbaumeister Schuster.
In den Jahren 1988/89 konnte der Kirchturm unter den schweren DDR-Verhältnissen von vielen fleißigen Einwohnern und Helfern aus der Partnerkirchgemeinde in Numansdorp (Niederlande) renoviert werden. Nach der politischen Wende ergab sich 1996 die Möglichkeit, das Dach der Kirche neu zu decken; anschließend konnte auch die Innenrenovierung vorgenommen werden. 1998 wurde in der renovierten Kirche die 200-Jahr-Feier begangen.

## Gebäude

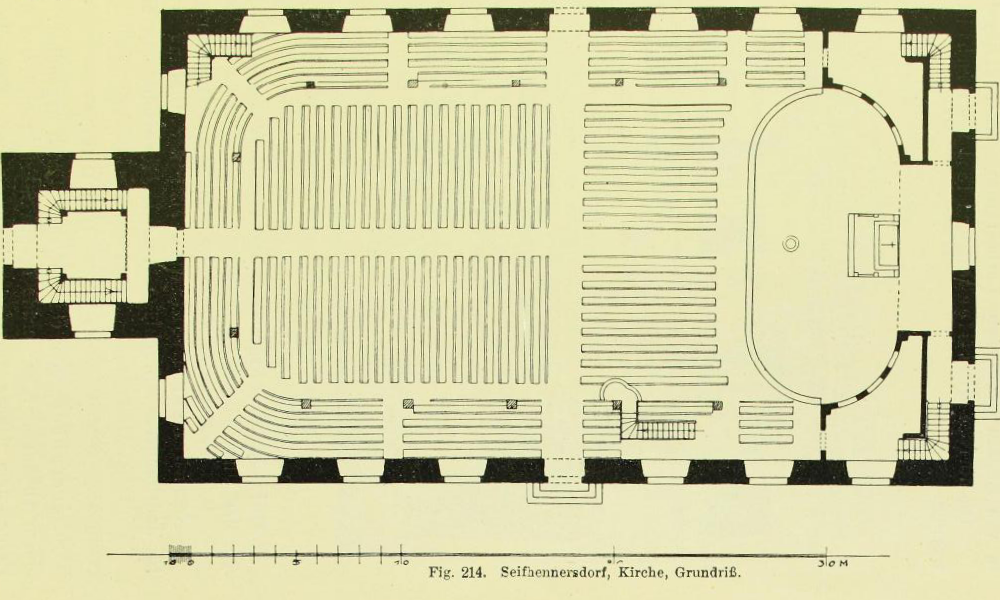
Grundriss der Kirche vor 1935

Die Außenmauern der Kreuzkirche bilden ein Rechteck mit einer Länge (mit Turm) von 47 Metern und einer Breite von 22,5 Metern, der Innenraum hat drei umlaufende Emporen und besitzt je acht Fenster an den Längsseiten und je drei an den Schmalseiten. Der Kirchturm hat einen quadratischen Grundriss, der zu einem Achteck auswächst und in eine geschweifte Haube übergeht. An der Ostseite erinnert eine Gedenktafel an den Brand von 1935 und den schnellen Wiederaufbau; eine andere Tafel an der Südseite ist zum Gedenken an die Turmrenovierung 1988/89 und die Hilfe aus der niederländischen Partnergemeinde.

## Anlagen
Die Kirche liegt im Zentrum von Seifhennersdorf, zwischen Rathausplatz/Nordstraße und der Rumburger Straße/Innere Stadt. Von der Rumburger Straße aus gesehen, liegt sie auf einer Anhöhe und ist daher von der Südstadt weit sichtbar. An der Rumburger Straße liegt außerdem das Pfarrhaus, das Raum für Unterrichtszwecke und Proben bietet; außerdem hat hier die Verwaltung ihren Sitz und es steht eine Wohnung für einen der beiden Gemeindepfarrer bereit.
Gegenüber der Kirche, an der Nordstraße, liegt der Friedhof der Gemeinde.

## Ausstattung

### Altar
Der Altar ist, wie der Taufstein, aus Muschelkalk gefertigt, sodass man bei genauerem Hinsehen noch Muschelschalen im Stein erkennen kann. Beide wurden von Bernhard Wilhelm gestiftet. Über dem Altar hängt ein sieben Meter langes Holzkreuz, an deren Ende eine Holzkirche „mit Flammen“ an den Brand von 1935 erinnern soll. Rechts vom Altar befinden sich der Taufstein und das erste Bleiglasfenster, das die Taufe Jesu Christi zeigt.

### Orgel

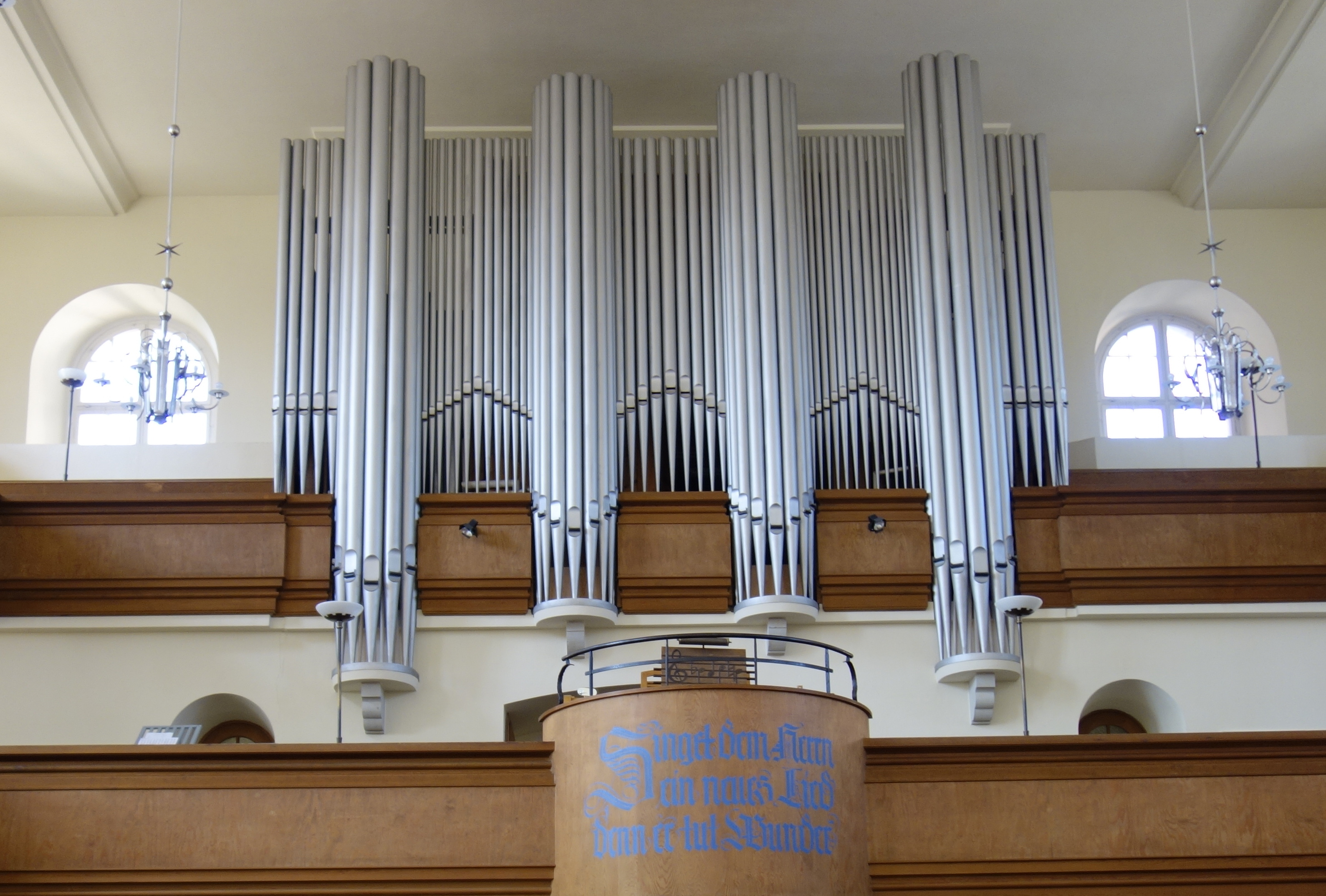
Schuster-Orgel

Die heutige Orgel steht an der Westseite der Kirche und wurde 1936 von dem Orgelbaumeister Schuster aus Zittau gefertigt. Sie gehört neben der Orgel in der Johanniskirche Zittau zu den größten gefertigten Schuster-Orgeln. Auch heute noch wird das Instrument von der heutigen Firma A. Schuster & Sohn mit Sitz in Olbersdorf instand gehalten. Das viermanualige Instrument verfügt über 71 Register, verteilt auf insgesamt 5402 Pfeifen. In der Kreuzkirche traten bereits der Dresdner Kreuzchor, die Leipziger Thomaner, die Dresdner Staatskapelle und Philharmonie und Solisten wie Theo Adam und Peter Schreier auf.

### Glocken
Der 57 Meter hohe Turm besaß zunächst drei, später vier Bronzeglocken. Drei von diesen wurden im Ersten Weltkrieg beschlagnahmt und eingeschmolzen; die älteste, eine 1777 in der Glockengießerei Weinhold in Dresden gegossene Glocke, wurde damals nicht abgegeben. Sie steht heute unter der Orgelempore der Kirche, wird allerdings nicht mehr zum Läuten benötigt. Seit 1920 hängt in der Glockenstube ein Stahlgeläut aus vier Stahlgussglocken, welche als Ersatz für die alten Glocken von der Kirchgemeinde angeschafft wurden. Sie wiegen 1900, 850, 500 und 350 Kilogramm und klingen in den Tönen Es, G, B und C.
Geläut
Das Geläut besteht aus vier Eisenhartgussglocken und einer Bronzeglocke. Der Glockenstuhl besteht aus einer Stahl- und Holzkonstruktion.
Im Folgenden eine Datenübersicht des Geläutes:
| Nr. | Gussdatum | Gießer                                 | Durchmesser   | Masse   | Material | Schlagton |
| --- | --------- | -------------------------------------- | ------------- | ------- | -------- | --------- |
| 1   | 1920      | Glockengießerei Schilling & Lattermann | Eisenhartguss | 1650 mm | 1900 kg  | es′       |
| 2   | 1920      | Glockengießerei Schilling & Lattermann | Eisenhartguss | 1300 mm | 850 kg   | g′        |
| 3   | 1920      | Glockengießerei Schilling & Lattermann | Eisenhartguss | 1070 mm | 500 kg   | b′        |
| 4   | 1920      | Glockengießerei Schilling & Lattermann | Eisenhartguss | 960 mm  | 350 kg   | c″        |
| 5   | 1777      | Glockengießerei A.S. Weinholdt         | Bronze        | 1112 mm | 1083 kg  | f′        |

### Weitere Ausstattung
Wie bereits oben erwähnt, gibt es in der Kirche vier Bleiglasfenster, welche aus 1936 von Hans Kelch und aus 1978 vom Schweizer Willy Fries stammen. Das erste zeigt die Taufe Jesu, das zweite, welches sich in der Sakristei befindet, zeigt die Evangelien des Matthäus, Markus, Lukas und Johannes. Das dritte Fenster stellt die Erzählung des Propheten Daniel von den drei glaubensstarken jüdischen Männern im Feuerofen dar, das vierte zeigt den sinkenden Petrus, welchem Jesus die Hand reicht.
Ein Bild von Philipp Melanchthon, welches vor dem Brand gerettet werden konnte, hängt neben einem Bild von Martin Luther vor dem Altarraum.
Außerdem steht rechts neben dem Eingang zur Turmhalle das alte Uhrwerk der Turmuhr, welches bis 1935 funktionierte; links steht die bereits erwähnte Bronzeglocke von 1777.